# Holíčská keramika
Holíčská keramika je označení pro keramické výrobky pocházející z manufaktury v západoslovenském městě Holíči.

## Historie
Holíčská manufaktura byla založena v roce 1743 císařem Františkem I. Štěpánem a fungovala pod názvem Císařsko-královská továrna na majolikové nádobí v Holíči (Kaiser-Königliche Holitscher Majolica Fabrique) až do roku 1827.
Byla první manufakturou na výrobu fajánse v rakouské monarchii a díky své poloze nedaleko od Hodonína, jen na druhém břehu řeky Moravy, zaměstnávala dělníky z Moravy i ze Slovenska. Pro výrobu keramiky byla v Holíči příhodná především naleziště vhodné hlíny, která se dobře tvarovala a nepraskala při sušení.
Produkce holíčské manufaktury neměla vlastní typické vzory, vycházela ze vzorů významných továren v Evropě – byly to hlavně vzory italské, francouzské a německé. Zvláštnost holíčské fajánse je ale dána způsobem zpracování a tím, jak si tyto vzory v Holíči osvojili.
Zpočátku se tu vyráběly fajánsové plastiky a nádobí určené pro vídeňský dvůr. Keramika se vyráběla převážně ve tvaru ptáků a zeleniny a byla zdobena červenými květy, podle italské a francouzské majoliky. Později se tu vyráběl rokokový porcelán a od roku 1786 kamenina zdobená malovanými i tištěnými klasicistními vzory.
Na začátku 19. století vzrostla konkurence dalších manufaktur, začala se dovážet levnější anglická keramika, a také problémy vyvolané napoleonskými válkami vedly k postupnému ukončení výroby. Holíčská keramika ale ovlivnila i pozdější výrobu lidových hrnčířů a džbánkařů.
Budova někdejší holíčské manufaktury je dnes využívána jako Městská galerie.